# 242a Brigada Mixta (Exèrcit Popular de la República)
La 242a Brigada Mixta va ser una de les Brigada Mixtes creades per l'Exèrcit Popular per a la defensa de la Segona República Espanyola. Va ser una de les últimes Brigades Mixtes creades en la guerra i precisament és aquesta la causa de la seva curta vida operativa.

## Historial
A la fi de 1938 es va decidir la creació a Vic de la 242a Brigada Mixta (Batallons 965, 966, 967 i 968) encara que en iniciar-se la Campanya de Catalunya la seva constitució trobava molt retardada degut, sobretot, a l'elevat nombre de desertors que es va produir entre els últims reemplaçaments anomenats a files. La instrucció de la unitat es va fer sota el comandament del Major de milícies Lucio Doménech Martínez, però quan la brigada es va dirigir al front de batalla ho va fer sota el Major de milícies Julio Marín Serrano. Com totes les Brigades Mixtes creades a última hora, formaria els seus quadres d'oficials majoritàriament amb els de l'escala de complement. El 27 de gener de 1939 va intentar establir una línia defensiva al llarg del curs inferior del riu Tordera, però l'1 de febrer va perdre Hostalric i Blanes, i fins i tot un dels seus batallons es va passar completament a l'enemic.
Després d'aquest combat, la unitat va quedar pràcticament fora de combat.

Segons els oficis i mapes del Corpo Truppe Volontarie italià (CTV)
A l'ofici del dia 01/02/1939, corresponent al dia 31/01/1939, el CTV ubica la 242a Brigada Mixta prop de Maçanet de la Selva, entre Hostalric i Lloret de mar.
El dia 02/02/1939 han aparegut al sud de Llagostera les Brigades Mixtes 242a, 243a i 245a. La 245a Brigada Mixta és la que es troba més a prop d'aquesta població.
El dia 03/02/1939 l'enemic a oposat molta resistència entre Llagostera i Girona però ja no es fa referència a cap de les Brigades Mixtes anteriors, tot i ser la zona on estaven oposant resistència.
Després d'aquesta resistència la retirada cap a la frontera francesa era ja un fet i es podia considerar tant la 242a com la resta de Brigades Mixtes pràcticament dissoltes.

## Comandaments
- Major de milícies Lucio Doménech Martínez, només va estar al comandament en el període d'instrucció de la unitat.[1]
- Major de milícies Julio Marín Serrano, va rebre el comandament quan la brigada va entrar en combat.

## Arxius
- Arxiu Nacional de Catalunya (ANC) - Secció Corpo Truppe Volontarie italià (CTV) - Oficis i mapes.